# Milan Drageljević
Milan Drageljević (serbisch-kyrillisch Милан Драгељевић; * 28. Februar 1977 in Belgrad) ist ein ehemaliger serbischer Fußballspieler.

## Karriere
Der 1,81 m große Abwehrspieler war zunächst für den FK Zvezdara Belgrad und FK Železnik Belgrad aktiv. Er spielte von 1998 bis 2002 für OFK Belgrad und absolvierte dort 103 Ligaspiele und erzielte dabei ein Tor.
Dann wechselte er zum damaligen deutschen Zweitligisten Eintracht Trier, für den er zwischen 2002 und 2005 insgesamt 45 Begegnungen in der 2. Bundesliga bestritt. Zur  Winterpause 2006/07 schloss er sich dem luxemburgischen Verein Victoria Rosport an und beendete dort nach der Saison seine  Karriere.
Im Herbst 2015 bestritt er fünf Meisterschaftsspiele für den damaligen Achtligisten SV Rot-Weiss Wittlich in der Kreisliga A Mosel.